# Барбеллино
Барбеллино — крупнейшее водохранилище в провинции Бергамо (регион Ломбардия, Италия). Площадь — 0,54 км². Объём — 18,85 млн м³. Максимальная глубина — 59,67 м.
Плотина построена в 1931 году, чтобы обеспечить электроэнергией долину Валь-Сериана, где быстрыми темпами развивалась текстильная промышленность.
Урез воды в Барбеллино колеблется от 1868,5 м над уровнем моря до 1869 м. Площадь водосбора — 17,33 км². Принимает воды из ущелий Валле-дель-Тробио, Валле-делла-Червиера, Валле-делла-Мальина, Валле-дель-Лаго и озера Барбеллино-Натурале. Своим зеленоватым цветом Барбеллино обязано водам из Валле-дель-Тробио, долине между Монте-Костоне, Монте-Тробио, Монте-Глено и пиками Тре-Конфини и Рекастелло, где расположен один из немногих оставшихся бергамских ледников Ghiacciaio del Gleno.